# Kościół Wniebowzięcia Najświętszej Marii Panny w Rudkach
Kościół Wniebowzięcia Najświętszej Marii Panny  (ukr. Костел Внебовзяття Пресвятої Діви Марії) – sanktuarium Matki Bożej w Rudkach, w parafii pw. Wniebowzięcia Najświętszej Marii Panny.
W 1876 w krypcie kościoła pochowany został Aleksander Fredro.

## Historia
W początku XV wieku w Rudkach powstał drewniany kościół oraz parafia łacińska pw. św. Wojciecha, fundacji Ścibora, podległa diecezji przemyskiej. Kościół konsekrowany około 1435 roku, spłonął w czasie najazdu Tatarów w 1450 roku. Na miejscu zbudowano nowy, także drewniany. W 1550 roku pod wpływem ruchów reformatorskich kościół został zamieniony na zbór kalwiński.
W 1612 roku Jurij Czuryło przekazał do rudeckiego kościoła prawosławną ikonę Matki Bożej z pierwszej połowy XVI wieku, która pochodzi ze spalonej przez Tatarów cerkwi na Podolu. Przez kolejne wieki obraz był czczony zarówno przez katolików i prawosławnych.
W 1655 roku Andrzej Stano herbu Gozdawa, współwłaściciel Rudek, podkomorzy sanocki, syn właściciela Rudek Jerzego i Zofii Fredro rozpoczął budowę nowego kościoła. Prace przerwał najazd szwedzki.
Murowaną świątynię zbudowano w 1728 roku z fundacji Urbańskich. Konsekracji dokonano w 1841 roku. Świątynia posiada trzy nawy i może pomieścić prawie 2 tysiące ludzi.
2 lipca 1921 roku biskup przemyski Józef Pelczar koronował obraz Matki Bożej Rudeckiej. Wiosną 1946 roku rudecka świątynia została zamknięta, pełniąc funkcję hurtowni spożywczej i weterynaryjnej apteki. Obraz został konspiracyjnie wywieziony do Seminarium w Przemyślu. W 1950 roku przeprowadzono jego konserwację. W 1961 roku obraz powtórnie koronował biskup Przemyski Franciszek Barda. W 1968 roku obraz został przekazany do kościoła w Jasieniu w celu utworzenia ośrodka maryjnego. Intronizacji przewodniczył kardynał Karol Wojtyła. W nocy z 7 na 8 lipca 1992 roku cudowny obraz został skradziony z kościoła w Jasieniu.
W grudniu 1995 do Rudek powróciła kopia obrazu, którą 2 lipca 1996 koronował abp Marian Jaworski. 2 lipca 2003 kościół parafialny Wniebowzięcia Najświętszej Marii Panny ogłoszono sanktuarium Matki Boskiej Rudeckiej.
Przy kościele posługują siostry sercanki.

## Literatura
- Marek Walczak, Siedemnastowieczne rzeźby w kaplicy Fredrów przy kościele parafialnym w Rudkach [w] Sztuka kresów wschodnich: materiały sesji naukowej, Kraków, 1996, Nr II, s. 325-338. [dostęp 2016-12-22]